# Club Sport Herediano
Maillots
Le Club Sport Herediano est un club de football costaricien fondé en 1921 situé à Heredia. Il évolue en première division du Championnat du Costa Rica.
Avec 29 championnats remportés, il s'agit du troisième club costaricien le plus titré, derrière le Deportivo Saprissa (37 titres), et le LD Alajuelense (30 titres).

## Palmarès

### Section masculine
| Compétitions nationales | Compétitions internationales                  |
| - Championnat du Costa Rica (30) - Champion : 1921, 1922, 1924, 1927, 1930, 1931, 1932, 1933, 1935, 1937, 1947, 1948, 1951, 1955, 1961, 1978, 1979, 1981, 1985, 1987, 1993, 2012 (C), 2013 (C), 2015 (C), 2016 (C), 2017 (C), 2018 (A), 2019 (A), 2021 (A) et 2024 (A) - Vice-champion : 1925, 1939, 1944, 1946, 1953, 1960, 1974, 1980, 1988, 2001, 2004, 2007 (A), 2009 (C), 2010 (A), 2011 (A), 2012 (A), 2013 (A), 2014 (A), 2017 (A), 2018 (C), 2020 (A), 2021 (C) et 2022 (A) - Coupe du Costa Rica - Finaliste : 2015 | - Ligue de la CONCACAF (1) - Vainqueur : 2018 |

### Section féminine
- Championnat du Costa Rica (3)
  - 1996, 1997 et 1998